# SLM Solutions Group AG
La société NIKON SLM Solutions Group AG, dont le siège social est implanté à Lübeck, est un fabricant coté en bourse d’imprimante 3D de pièces métalliques et est copropriétaire de la marque verbale SLM. 
SLM est l’abréviation du procédé de fabrication Selective Laser Melting (angl. pour fusion laser sélective). Selon le nombre d’installations vendues, SLM était en 2012 le troisième fabricant du monde, après le leader du marché EOS et Concept Laser. Les trois sociétés ont toutes leur siège social basé en Allemagne.

## Produits et applications
L’éventail de produits comprend des machines d’une puissance laser s’échelonnant de 100 à 2 800 watts, la puissance maximale étant assurée par quatre lasers. Le modèle de pointe est, selon les indications du fabricant, l’imprimante 3D de pièces métalliques actuellement la plus performante (avril 2014) sur le marché et coûte environ 1,5 M €.  
Les machines usinent différents matériaux tels que l’aluminium, les aciers, le titane et l’inconel. La dimension maximale des pièces fabriquées est comprise, en fonction du modèle, entre 125 × 125 × 75 mm et 500 × 280 × 325 mm.
Un avantage majeur de l’impression en 3D est que même les pièces qui présentent des géométries complexes peuvent être fabriquées en « un seul passage ». Cette caractéristique rend ce procédé particulièrement intéressant pour le prototypage rapide et les petites séries, mais également pour la production en série dans les secteurs aéronautique et aérospatial, dans lesquels l’économie de poids joue un rôle primordial. Il est possible de réduire le poids en réalisant, par exemple, des cavités ou des pores dans la pièce usinée.
D’autres domaines d’application des imprimantes de la SLM Solutions Group AG sont les techniques énergétique (p. ex. pièces de turbine), automobile et médicale (p. ex. pour implants). Parmi les clients de renom, on peut citer, entre autres, la NASA, EADS, General Electric, Siemens et BMW. De nombreuses machines ont également été vendues à des instituts de recherche.
Mis à part les machines de fusion laser, SLM Solutions commercialise également des systèmes de fonderie pour le prototypage rapide. Ce secteur dégage une plus petite part du chiffre d’affaires.

## Historique
C’est entre 1996 et 1998 que naissent les sociétés F & S Stereolithografietechnik GmbH (Fockele & Schwarze), Trumpf GmbH ainsi que le Fraunhofer-Institut für Lasertechnik qui effectue les premières recherches dans le domaine de la fusion laser. Après la création du centre technologique européen pour le prototypage rapide à Kaarst (Allemagne), la société britannique Mining and Chemical Products Ltd. (MCP) introduit la technique de la fusion laser sélective, tandis que les physiciens Fockele & Schwarze déposent divers brevets d’invention dans ce domaine.
En 2002, F &S et MCP concluent un partenariat et développent ensemble des machines SLM commercialisables. MCP est pionnière dans l’usinage laser de l’aluminium et du titane. Le service Développement et la production des machines sont alors implantés dans la filiale HEK GmbH à Lübeck. Au cours d’une restructuration du groupe chez MCP, ce domaine d’activité est délocalisé en 2008 sous la direction de Hans-Joachim Ihde vers la société MTT Technologies GmbH –  ultérieurement SLM Solutions GmbH – créée en 2006, puis vendu à Ihde et Henner Schöneborn. Les deux sociétés détiennent encore à ce jour (état : mai 2014) des participations dans la SLM AG.
Par l’intermédiaire de son fonds Parcom Deutschland I, la société ING Groep participe également au capital de SLM et détient un peu plus de la moitié des parts. Pour préparer son introduction en bourse prévue, l’entreprise est intégrée à la nouvelle SLM Holding GmbH créée, laquelle est renommée SLM Solutions Group AG en 2014.
L’année de création formelle de la société anonyme est donc 2014, alors que les origines de l’entreprise remontent aux années 1990. Dans une autobiographie de l’entreprise, les origines remontent même à la création d’une mine de bismuth en Bolivie dans les années 1860. Le prospectus d’introduction en bourse mentionne l’année 2006 comme date de création de la société opérationnelle.
Dans le cadre de l’introduction en bourse en mai 2014, la SLM Solutions Group AG collecte 75 M € en émettant de nouvelles actions. Simultanément, les anciens actionnaires – principalement Parcom – vendent leurs actions à un cours boursier de 105 M €. Il était prévu que les anciennes actions soient cédées à un cours boursier compris entre 103 et 163 M €,.
En 2016, des partenariats stratégies importants sont conclus. Dans le domaine Logiciels d’application, la société SLM Solutions Software GmbH naît en février 2016 par fusion avec la société autrichienne CADS GmbH implantée à Perg. L’objectif commun est de développer un logiciel qui facilite la conception optimale des composants pour la fabrication additive.
En outre, la société 3D Metal Powder GmbH est inscrite au registre du commerce allemand le 14 juillet 2016 pour pouvoir livrer des consommables adaptés aux différentes applications clients.
En septembre 2022 SLM Solutions est acquise, comme il se doit, par une firme japonaise, en l'occurrence Nikon.

## Principaux actionnaires
Au 19 décembre 2019:
| Elliott Management Corp.    | 28,0% |
| ENA Investment Capital      | 20,1% |
| Hans-Joachim Ihde           | 15,2% |
| Invesco Advisers            | 10,1% |
| Oddo BHF Asset Management   | 3,35% |
| DPE Deutsche Private Equity | 2,96% |
| Allianz Global Investors    | 2,26% |
| DWS Investment              | 2,19% |
| Vident Investment Advisory  | 1,47% |
| Eleva Capital               | 1,45% |

## Situation économique et financière
| Année    | Chiffre d’affaires M€ | Résultat net M€ |
| -------- | --------------------- | --------------- |
| 2016     | 80,7                  | - 3,48          |
| 2017     | 82,5                  | - 3,74          |
| 2018     | 71,7                  | - 13,4          |
| 2019 est | 85,5                  | - 13,7          |

## Direction de l’entreprise
Les deux membres de la présidence n’ont été embauchés qu’en 2013 à la SLM Solutions Group AG.
Uwe Bögershausen est diplômé en économie, a travaillé comme conseiller et a introduit en bourse les sociétés aleo solar AG et Derby Cycle AG en tant que directeur financier. Les deux entreprises ont entre-temps été reprises et ne sont plus cotées en bourse.
En plus de son diplôme d’ingénieur en machines-outils, Henner Schöneborn est également diplômé en gestion technique d’entreprise. Avant son arrivée à SLM Solutions, il a occupé, entre autres, le poste de directeur produits dans l’entreprise de fabrication de machines-outils Hahn & Kolb à Stuttgart (Allemagne). Il bénéficie d’une longue expérience professionnelle dans le secteur des techniques de production métallurgique.